# 수소화 리튬
수소화 리튬은 화학식 LiH의 무기 화합물이다. 무색 고체지만 가끔 회색의 경우도 있다. 염화나트륨과 성질이 비슷하다. 녹는점이 높으며 반응을 보이지 않는 용매에는 녹지 않는다. 이온 성질을 띠는 화합물 중 가장 가볍다. 900-1000도에서 결정이 분해되어, 리튬과 수소로 분해된다. 모스 굳기는 약 3.5다.

## 생산
리튬 금속과 수소 가스를 반응시키면 발생한다. 이러한 방법은 섭씨 600도보다 높은 환경에서 더 쉽게 쓸 수 있다.
이외에 수소화 리튬을 만드는 방법은 수소화 알루미늄 리튬(200 °C), 수소화 붕소 리튬(300 °C), n-부틸리튬(150 °C) 등을 열분해하는 방법이 있다.

## 반응
수소화 리튬은 습도가 낮은 공기와 빠르게 반응하여 수산화리튬, 산화리튬 혹은 탄산리튬을 발생시킨다. 습한 공기에서는 자연 발화하여, 여러 질소 화합물을 생성한다. 순수한 산소와는 아무 반응도 일으키지 않지만, 가열할 경우 폭발적인 연소가 일어난다. 물과도 반응하여 수산화 이온, 리튬 이온, 수소를 생성한다.